# Ильичёво (Советский район)
Ильичёво (до 1948 года Киянлы́; укр. Іллічеве, крымскотат. Qıyanlı, Къыянлы) — село в Советском районе Республики Крым, центр Ильичёвского сельского поселения (согласно административно-территориальному делению Украины — Ильичёвского сельского совета Автономной Республики Крым).

## Население
| 2001 | 2014 |
| ---- | ---- |
| 1164 | ↘938 |

Всеукраинская перепись 2001 года показала следующее распределение по носителям языка
| Язык             | Процент |
| ---------------- | ------- |
| русский          | 69.07   |
| крымскотатарский | 17.27   |
| украинский       | 12.37   |
| другие           | 0.34    |

### Динамика численности
| - 1805 год — 65 чел. - 1864 год — 38 чел. - 1886 год — 80 чел. - 1889 год — 85 чел. - 1892 год — 78 чел. - 1902 год — 105 чел. - 1904 год — 55 чел. - 1915 год — 52/70 чел. | - 1926 год — 276 чел. - 1939 год — 561 чел. - 1974 год — 1000 чел. - 1989 год — 925 чел. - 2001 год — 1164 чел. - 2009 год — 1106 чел. - 2014 год — 938 чел. |

## Современное состояние

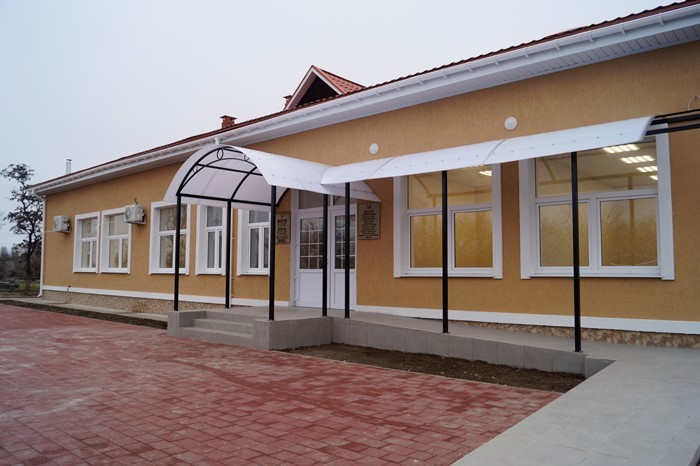
Здание администрации

На 2017 год в Ильичёво числится 7 улиц и 1 переулок; на 2009 год, по данным сельсовета, село занимало площадь 106 гектаров на которой, в 365 дворах, проживало 1106 человек. В селе действуют средняя школа, детский сад «Колобок», сельский дом культуры, библиотека-филиал № 6, отделение почты России, амбулатория общей практики семейной медицины, мечеть «Къыянлы джамиси». Ильичёво связано автобусным сообщением с райцентром, Симферополем, городами Крыма и соседними населёнными пунктами.

## География
Ильичёво — село на востоке района, в степном Крыму, у границы с Кировским районом в долине реки Мокрый Индол, высота центра села над уровнем моря — 37 м. Ближайшие сёла — Надежда в 3,3 км на юго-восток, Шахтино в 3 км на запад и Ореховка Кировского района в 2 км на северо-восток. Райцентр Советский — примерно в 18 километрах (по шоссе) на северо-запад, ближайшая железнодорожная станция — Новофёдоровка (на линии Джанкой — Феодосия) — около 10 километров. Транспортное сообщение осуществляется по региональным автодорогам 35А-001 «Граница с Украиной — Джанкой — Феодосия — Керчь» и 35Н-584 Шахтино — Кировское (по украинской классификации — М-17 и С-0-11427).

## История
Первое документальное упоминание села встречается в Камеральном Описании Крыма… 1784 года, судя по которому, в последний период Крымского ханства Кыянлы входил в Ширинский кадылык Кефинскаго каймаканства. После присоединения Крыма к России (8) 19 апреля 1783 года, (8) 19 февраля 1784 года, именным указом Екатерины II сенату, на территории бывшего Крымского Ханства была образована Таврическая область и деревня была приписана к Левкопольскому, а после ликвидации в 1787 году Левкопольского — к Феодосийскому уезду Таврической области. После Павловских реформ, с 1796 по 1802 год, входила в Акмечетский уезд Новороссийской губернии. По новому административному делению, после создания 8 (20) октября 1802 года Таврической губернии, Киянлы был включён в состав Байрачской волости Феодосийского уезда.
По Ведомости о числе селении, названиях оных, в них дворов… состоящих в Феодосийском уезде от 14 октября 1805 года , в деревне Киянлы числилось 11 дворов и 65 жителей крымских татар. На военно-топографической карте генерал-майора Мухина 1817 года деревня Коянлы обозначена с 19 дворами. После реформы волостного деления 1829 года Кияли, согласно «Ведомости о казённых волостях Таврической губернии 1829 года», отнесли к Учкуйской волости (переименованной из Байрачской). Затем, видимо, вследствие эмиграции крымских татар в Турцию, деревня опустела и на карте 1836 года в деревне 4 двора, а на карте 1842 года Киянлы обозначен условным знаком «малая деревня», то есть, менее 5 дворов. В 1852 году, согласно энциклопедическому словарю Немцы России, в опустевшей деревне выходцами из бердянских колоний, на 3300 десятинах земли была основана немецкая лютеранская колония Нейгофнунг  (c нем. Neuhoffnung — «Новая Надежда». Вразное время в различных источниках также называлась Новая Надежда, Киянлы Немецкий, Ольгино, Ключи). По другим данным уже в 1844 году в Нейгофнунге была открыта начальная немецкая школа (со сроком обучения 7 лет). Преподавались Закон Божий, немецкий и русский языки, арифметика, география, чистописание, черчение, пение. В 1891 году в школе обучалось 12 мальчиков и 12 девочек.
В 1860-х годах, после земской реформы Александра II, деревню приписали к Шейих-Монахской волости. Согласно «Списку населённых мест Таврической губернии по сведениям 1864 года», составленному по результатам VIII ревизии 1864 года, Нейгофнунг (он же Киянлы) — немецкая колония ведомства попечения колонистам, с 10 дворами и 38 жителями при безъименном источнике. На трехверстовой карте Шуберта 1865—1876 года обозначена колония Нейгофнунг с 14 дворами. 4 июня 1871 года были высочайше утверждены Правила об устройстве поселян-собственников (бывших колонистов)…, согласно которым образовывалась немецкая Цюрихтальская волость и Нейгофнунг включили в её состав. На 1886 год в немецкой колонии Нейгофнунг (он же Киянлы), согласно справочнику «Волости и важнѣйшія селенія Европейской Россіи», проживало 80 человек в 12 домохозяйствах, действовал молитвенный дом. По «Памятной книге Таврической губернии 1889 года», по результатам Х ревизии 1887 года, в деревне числилось 16 дворов и 85 жителей. По «…Памятной книжке Таврической губернии на 1892 год» в деревне Нейгофнунг, входившей в Нейгофнунгское сельское общество, числилось 78 жителей в 13 домохозяйствах. По «…Памятной книжке Таврической губернии на 1900 год» в деревне Нейгофнунг числилось 72 жителя в 19 дворах, а по «…Памятной книжке… на 1902 год» — 105 жителей в 19 дворах (в 1904 году, согласно энциклопедическому словарю «Немцы России» — 55 человек). В 1910 году в селе была построена Кирха (просуществовавшая до 1993 года). На 1914 год в селении действовало немецкое земское училище. По Статистическому справочнику Таврической губернии. Ч.II-я. Статистический очерк, выпуск пятый Феодосийский уезд, 1915 год, в деревне Киянлы (он же Нейгофнунг) Цюрихтальской волости Феодосийского уезда числился 21 двор (17 дворов с землёй, 4 — безземельные) с немецким населением в количестве 52 человек приписных жителей и 60 «посторонних», из которых 51 мужчина и 61 женщина. Жители владели 2780 десятинами удобной земли. В хозяйствах имелось 170 лошадей, 274 вола, 95 коров и 730 голов овец, свиней, или коз. В посёлке Киянлы (вакуф) — 3 двора с татарским населением в количестве 10 человек только «посторонних» жителей.
После установления в Крыму Советской власти, по постановлению Крымревкома № 206 «Об изменении административных границ» от 8 января 1921 года была упразднена волостная система и село вошло в состав Ичкинского района Феодосийского уезда, а в 1922 году уезды получили название округов. 11 октября 1923 года, согласно постановлению ВЦИК, в административное деление Крымской АССР были внесены изменения, в результате которых округа были отменены, Ичкинский район упразднили, включив в состав Феодосийского в состав которого включили и село. Согласно Списку населённых пунктов Крымской АССР по Всесоюзной переписи 17 декабря 1926 года, в состав Ак-Кобекского сельсовета Феодосийского района входили сёла Киянлы (вакуф) (18 дворов, все крестьянские, население 74 человека, из них 69 болгар, 4 русских и 1 немец) и Киянлы (немецкий) (55 дворов, из них 47 крестьянских, население 202 человека, из них 153 немца, 36 русских, 7 армян, 5 украинцев, 1 белорус, действовала немецкая школа I ступени (пятилетка)) (в других доступных документах таких вариантов названий и в будущем упоминаний 2 сёл не встречается). Постановлением ВЦИК «О реорганизации сети районов Крымской АССР» от 30 октября 1930 года Феодосийский район был упразднён и был создан Сейтлерский район (по другим сведениям 15 сентября 1931 года), в который включили село, а с образованием в 1935 году Ичкинского — в состав нового района. По данным всесоюзной переписи населения 1939 года
в селе проживал 561 человек. Вскоре после начала Великой Отечественной войны, 18 августа 1941 года крымские немцы были выселены, сначала в Ставропольский край, а затем в Сибирь и северный Казахстан.

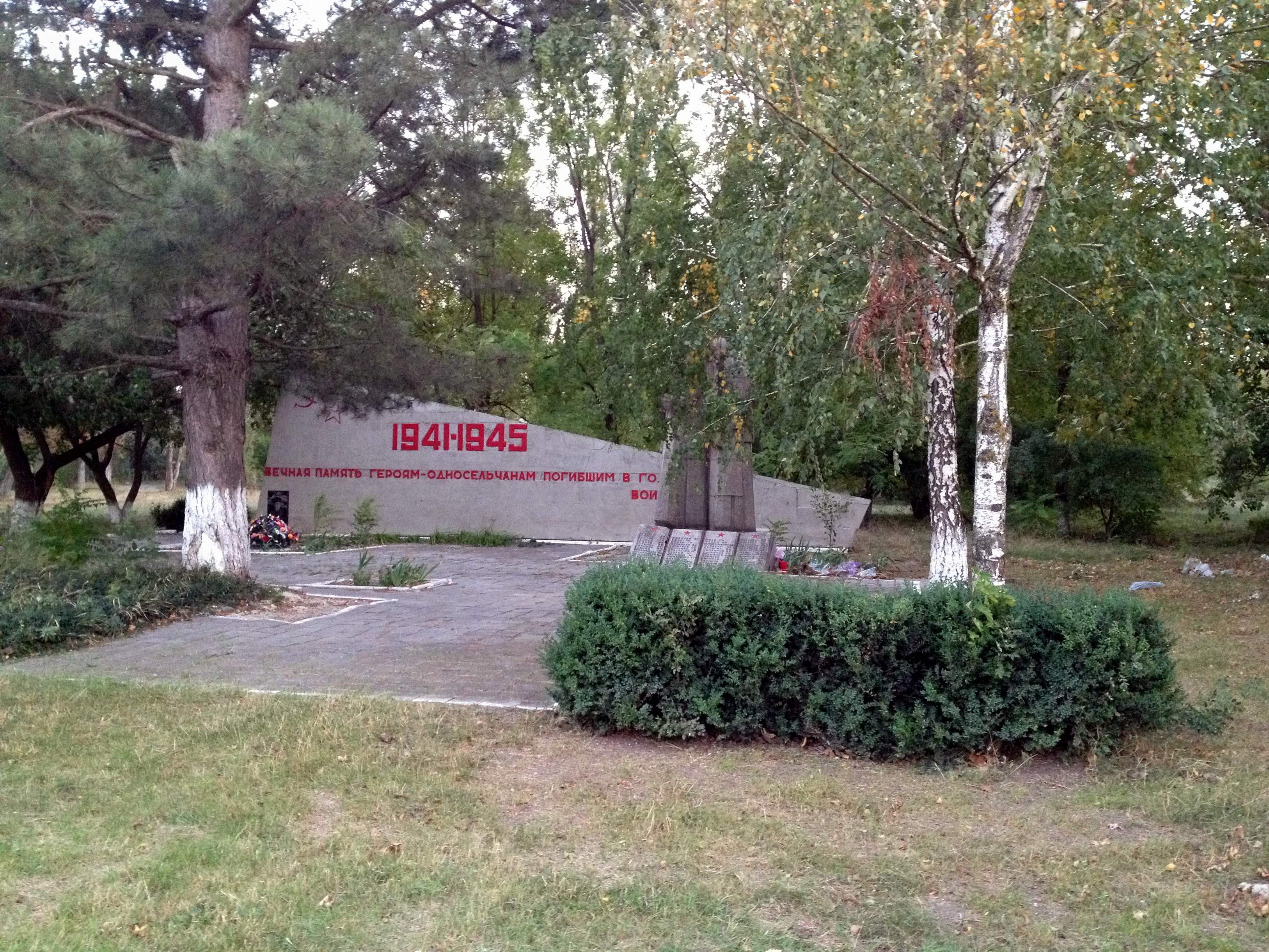
Памятный знак в честь воинов-односельчан

В годы Великой Отечественной войны на фронтах и в партизанских отрядах сражались 30 жителей Киянлов, 24 из них награждены орденами и медалями, 15 погибли. В их честь в 1975 году в центре села установлен памятный знак работы известного крымского скульптора Фёдора Алещенкова. Постановлением Совета министров Республики Крым № 627 от 20 декабря 2016 года памятный знак отнесён к категории объектов культурно-исторического наследия России регионального значения
После освобождения Крыма от фашистов, 12 августа 1944 года было принято постановление № ГОКО-6372с «О переселении колхозников в районы Крыма» и в сентябре 1944 года в район приехали первые новоселы (180 семей) из Тамбовской области, а в начале 1950-х годов последовала вторая волна переселенцев из различных областей Украины. С 25 июня 1946 года Киянлы в составе Крымской области РСФСР. Указом Президиума Верховного Совета РСФСР от 18 мая 1948 года, Киянлы переименовали в Ильичёво. С 1954 года — центр сельсовета. 26 апреля 1954 года Крымская область была передана из состава РСФСР в состав УССР, в том же году Восточненский и Шахтинский сельсоветы были объединены в Ильичёвский. Указом Президиума Верховного Совета УССР «Об укрупнении сельских районов Крымской области», от 30 декабря 1962 года Советский район был упразднён и село присоединили к Нижнегорскому. 8 декабря 1966 года Советский район был восстановлен и село вновь включили в его состав. По данным переписи 1989 года в селе проживало 925 человек. С 12 февраля 1991 года село в восстановленной Крымской АССР, 26 февраля 1992 года переименованной в Автономную Республику Крым. С 21 марта 2014 года — аннексировано Россией.
12 мая 2016 года парламент Украины, не признающий российскую аннексию, принял постановление о переименовании села в Киянлы (укр. Киянли), в соответствии с законами о декоммунизации, однако данное решение не вступает в силу до «возвращения Крыма под общую юрисдикцию Украины».